# Live '83
Live '83 es el álbum en vivo de la banda Witchfinder General. No hay ningún video de la banda presentándose en vivo, sino imágenes como la de Phil Cope. En este álbum en vivo tienen al baterista nuevo Dermot Redmond.

## Lista de canciones
1. Free Country - 04:42
2. Burning A Sinner - 04:00
3. Witchfinder General - 04:13
4. Requiem For Youth - 05:07
5. Shadowed Images - 04:32
6. Friends Of Hell - 07:15
7. Death Penalty - 06:29
8. Last Chance - 05:59
9. Invisible Hate - 06:18
10. Quietus - 10:03
11. No Stayer - 03:27
12. Love On Smack - 04:56

## Personal
- Zeeb Parkes -voz-
- Phil Cope -guitarra-
- Rod Hawkes -bajo-
- Dermot Redmond -batería-

- Datos: Q18234003